# Абос (коммуна)
Або́с (фр. Abos) — коммуна во Франции, находится в регионе Новая Аквитания. Департамент — Атлантические Пиренеи. Входит в состав кантона Кёр-де-Беарн. Округ коммуны — Олорон-Сент-Мари.
Код INSEE коммуны — 64005.

## География

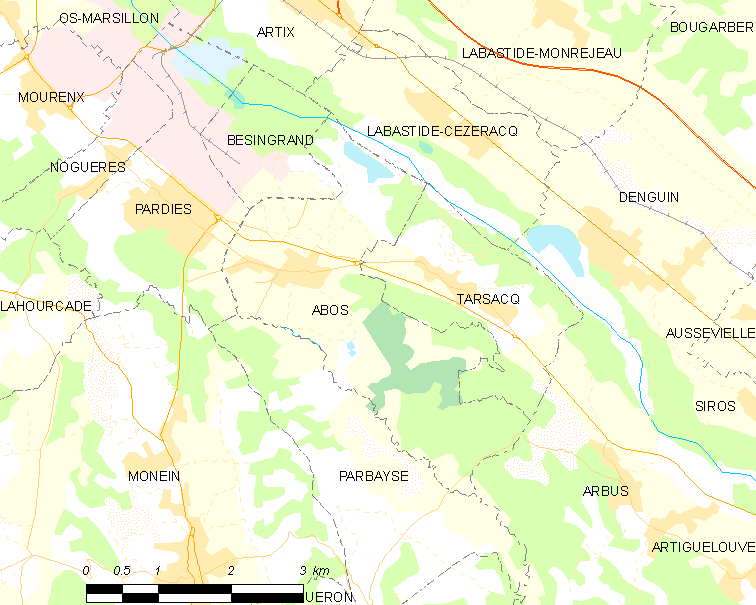
Карта коммуны

Коммуна расположена приблизительно в 660 км к югу от Парижа, в 165 км южнее Бордо, в 17 км к западу от По.
На северо-востоке коммуны протекает река Гав-де-По, а на юго-западе — река Баиз.

### Климат
Климат тёплый океанический. Зима мягкая, средняя температура января — от +5°С до +13°С, температуры ниже −10 °C бывают редко. Снег выпадает около 15 дней в году с ноября по апрель. Максимальная температура летом порядка 20-30 °C, выше 35 °C бывает очень редко. Количество осадков высокое, порядка 1100 мм в год. Характерна безветренная погода, сильные ветры очень редки.

## Население
Население коммуны на 2010 год составляло 487 человек.
| 1962 | 1968 | 1975 | 1982 | 1990 | 1999 | 2010 |
| ---- | ---- | ---- | ---- | ---- | ---- | ---- |
| 432  | 479  | 462  | 467  | 479  | 481  | 487  |

## Администрация
| Период | Период | Фамилия          | Партия       | Примечания |
| ------ | ------ | ---------------- | ------------ | ---------- |
| 1995   | 2014   | Жан-Мари Казалер |              |            |
| 2014   | 2020   | Жан-Пьер Казалер | беспартийный |            |

## Экономика
В 2010 году среди 294 человек трудоспособного возраста (15-64 лет) 223 были экономически активными, 71 — неактивными (показатель активности — 75,9 %, в 1999 году было 68,0 %). Из 223 активных жителей работали 206 человек (113 мужчин и 93 женщины), безработных было 17 (9 мужчин и 8 женщин). Среди 71 неактивных 21 человек были учениками или студентами, 35 — пенсионерами, 15 были неактивными по другим причинам.

## Достопримечательности
- Церковь Св. Иоанна Крестителя (XIX век)[4]

## Города-побратимы
- Виндберг (Германия, с 1982)

## Фотогалерея

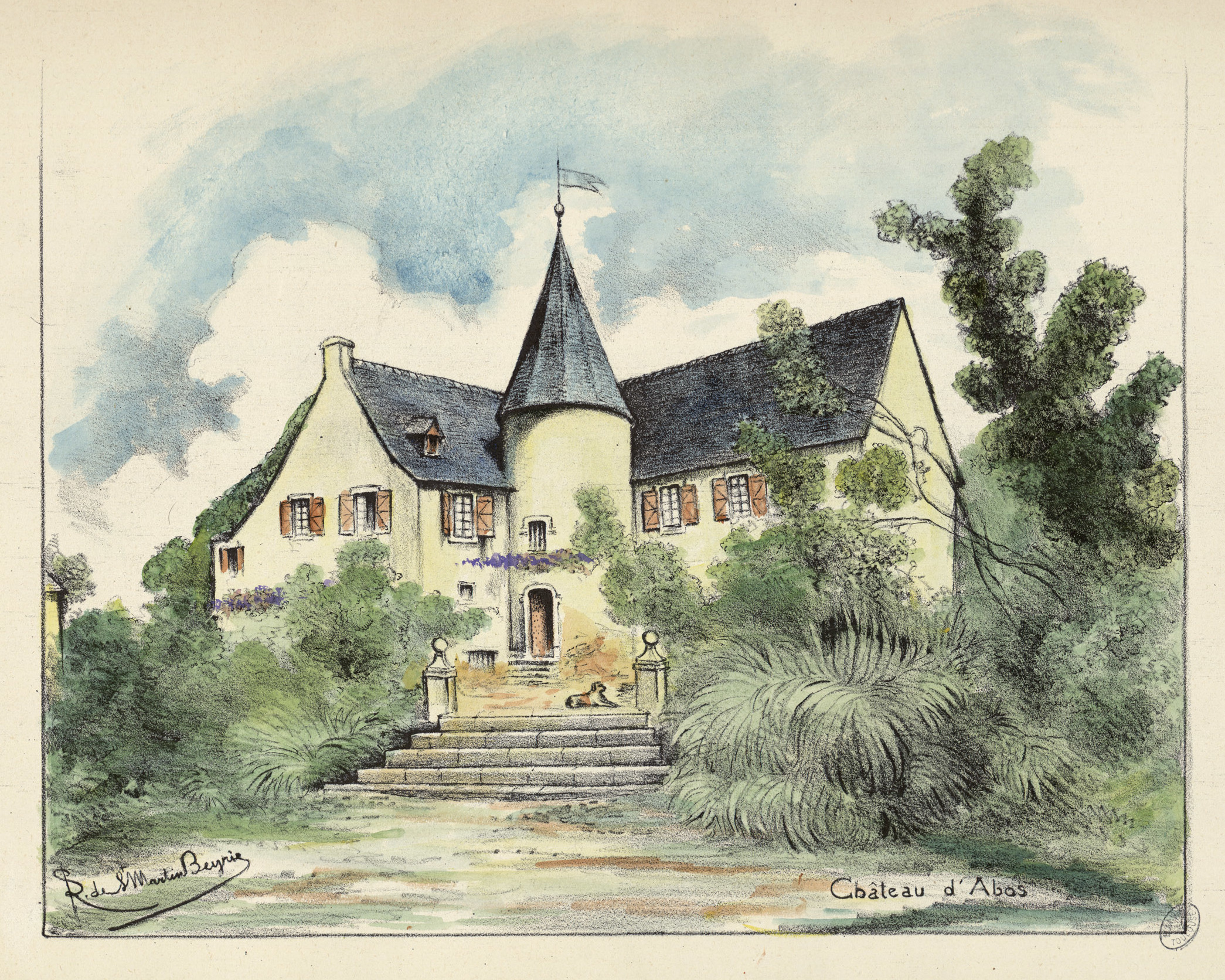
Замок (литография 1926 года)

- Замок 
(литография 1926 года)